# Prorotodactylus mirus
Prorotodactylus mirus – ichnogatunek wczesnego dinozauromorfa. Został znaleziony we wsi Wióry w skałach sprzed 245-251 milionów lat. Na łamach czasopisma "Acta Palaeontologica Polonica" opisał go w roku 2000 Tadeusz Ptaszyński.

## Budowa
Niewiele wiadomo o jego budowie. Prorotodactylus miał pięć palców, w tym I, IV i V były skrócone. Tylne kończyny były znacznie dłuższe od przednich. Przez to gdy zwierzę to biegało, tylne kończyny przekraczały przednie.